# Нестеров (Калінінградська область)
Нестеров (рос. Нестеров) до 1938 року — Шталлупьонен (нім. Stallupönen, пол. Stołupiany, лит. Stalupėnai), у 1938-1946 роках — Ебенроде (нім. Ebenrode) — місто Нестеровського району, Калінінградської області Росії. Входить до складу Нестеровського міського поселення.
Населення — 4333 особи (2015 рік).
Розташований неподалік від кордону з Литвою, на віддалі 140 км від Калінінграда. Залізничний прикордонний перехід з Литвою.

## Історія
У давнину на місці Нестерова існувало прусське поселення з особливо шанованим жертовним каменем. Існує інформація із 1730 року про литовців, які здійснюють на Вознесіння паломництво до цього прусського жертовника.
З утворенням герцогства Прусського в цих місцях починається освоєння земель, покритих незайманим лісом. У колонізації брали активну участь литовці, які оселялись в районі міста.
Місто було засновано як поселення з правом ринкової торгівлі Шталлупьонен (Stallupönen) в 1539 році. 1585 року в ньому була побудована перша дерев'яна кірха. У 1665 році Шталлупьонен отримав право на проведення торгових ярмарків, що послужило поштовхом його економічному зростанню. У 1719 році сталась велика пожежа, у результаті якої згоріло багато будинків, у тому числі, дерев'яна кірха, будинок місцевого пастора і школа. 1726 року було побудована кам'яну кірху, замість згорілої. В 1722 році Шталлупьонен отримав міські права.
Під час Семирічної війни з 1757 року, коли він був зайнятий російськими військами, і по 1761 рік, керувався російською адміністрацією.
З метою захисту кордонів в Шталлупьонені 1780 року був розміщений військовий гарнізон (до 1918 року в місті перебували три ескадрони легкої кавалерії).
У 1782 році в місті проживало 2357 осіб. З 1818 року місто стало центром району Шталлупьонен. У 1860 році через місто пройшла залізнична лінія Кенігсберг — Ейдкунен (нині селище Чернишевське).
Під час Першої світової війни 17 серпня 1914 року біля міста відбувся Бій біля Сталлупенена — перший бій російській армії в ході Східно-Прусської операції проти військ німецької армії на Східному фронті. Попри 5-ти кратній перевазі в силах (84 000 російських військовиків проти 16 000 німецьких), російська армія зазнала поразки, проте продовжила подальший наступ, а німецькі війська відступили до Гумбіннена. З осені 1914 року по лютий 1915 року місто було окуповане російськими військами.
У 1938 році Шталлупьонен перейменовано в Ебенроде (Ebenrode). У цей час у східній Німеччині змінено багато назв слов'янського і литовсько-прусського походження. Під час Другої світової війни під Ебенроде знаходився табір військовополонених офлагах-52 (1D), де за різними оцінками загинуло від 5 до 8 тисяч радянських солдатів.
Восени 1944 року Ебенроде був узятий радянськими військами. За результатами Другої світової війни місто увійшло до складу СРСР. 
В 1946 році Ебенроде було перейменовано на Нестеров на честь Героя Радянського Союзу полковника С. К. Нестерова, який загинув в боях за місто. У 90-х роках після оформлення кордону з Литвою у місті був організований пункт прикордонного та митного контролю залізничного транспорту. В даний час планується перенесення пункту прикордонного і митного контролю в селище Чернишевське.

## Етимологія
Назва «Шталлупьонен» має прусське походження і означає «місце (село, селище, камінь) біля води».

## В літературі
В історичній повісті Олексія Дмитровича Добка «Три тополі» (1993) сержант з «СМЕРШ» Петро Колос розповідає військовослужбовцю Миколі Дужці про те, як службою спецпідрозділу «СМЕРШ» ІІІ Білоруського фронту було вивезено із концтабору міста 10 тисяч ні в чому не винних полонянок, з яких 70 % становили українки, решта білоруски і полячки, яких сюди етапували для фільтрації з різних таборів, де вони були на примусових роботах. Їх усіх у прилеглому лісі стратили протягом п'яти днів.